# Relaciones Guyana-México
La República Cooperativa de Guyana y los Estados Unidos Mexicanos establecieron relaciones diplomáticas en 1973. Ambas naciones son miembros de la Asociación de Estados del Caribe, de la Comunidad de Estados Latinoamericanos y del Caribe, Naciones Unidas, y la Organización de Estados Americanos.

## Historia
Guyana y México son dos naciones de América con antecedentes históricos muy diferentes. En mayo de 1966, Guyana obtuvo la independencia del Reino Unido y el 1 de marzo de 1973 Guyana y México establecieron relaciones diplomáticas. Desde entonces, las relaciones diplomáticas entre ambos países se han limitado a la cooperación internacional únicamente a través de organizaciones como las Naciones Unidas y organizaciones regionales y multilaterales como la Comunidad del Caribe (CARICOM).
En 1975, el presidente mexicano Luis Echeverría realizó una visita oficial a Guyana. En 1981, el presidente de Guyana Forbes Burnham realizó una visita oficial a México para asistir a la Cumbre Norte-Sur organizada por el presidente mexicano José López Portillo. Desde las visitas iniciales, ha habido algunas visitas de alto nivel entre líderes de ambas naciones. 
Inicialmente, México fue acreditado ante Guyana desde su embajada en Puerto España, Trinidad y Tobago. En 2007, el presidente mexicano Felipe Calderón visitó Guyana. En 2009, México abrió su primera embajada residente en Guyana. En 2014, el secretario de Relaciones Exteriores de México José Antonio Meade Kuribreña visitó Guyana durante su gira de países del Caribe. Desde la apertura de la embajada, las relaciones diplomáticas se han fortalecido entre ambas naciones. En octubre de 2015, el primer ministro de Guyana Moses Nagamootoo realizó una visita oficial a México.
En 2021, el presidente de Guyana Irfaan Ali realizó una visita a México y se reunió con el presidente Andrés Manuel López Obrador. En 2023, ambas naciones celebraron 50 años de relaciones diplomáticas. Para conmemorarlo, la Oficina de Correos de Guyana lanzó un sello conmemorativo especial.

## Visitas de alto nivel

Presidente Forbes Burnham asistiendo a la Cumbre Norte-Sur en Cancún junto con el presidente mexicano José López Portillo; 1981.

Visitas de alto nivel de Guyana a México
- Presidente Forbes Burnham (1981)
- Presidente Bharrat Jagdeo (2010)
- Presidente Donald Ramotar (2014)
- Primer ministro Moses Nagamootoo (2015)
- Presidente Irfaan Ali (2021)

Visitas de alto nivel de México a Guyana
- Presidente Luis Echeverría (1975)
- Presidente Felipe Calderón Hinojosa (2007)
- Secretario de Relaciones Exteriores José Antonio Meade Kuribreña (2014)

## Acuerdos bilaterales
En junio de 1996, Guyana y México firmaron un Acuerdo de Cooperación Científica y Técnica.

## Relaciones comerciales
En 2023, el comercio bilateral total entre ambas naciones ascendió a $141 millones de dólares.  Las principales exportaciones de Guyana a México incluyen: minerales de aluminio y sus concentrados. Las principales exportaciones de México a Guyana incluyen: tubos y tuberías de hierro, acero, electrodomésticos, extracto de malta y productos alimenticios.
La compañía multinacional mexicana Cemex opera en Guyana.

## Misiones diplomáticas residentes
- Guyana está acreditada para México desde su embajada en Washington D. C., Estados Unidos.[13]
- México tiene una embajada en Georgetown.[14]